# Villadia guatemalensis
Villadia guatemalensis es una especie de la familia de las crasuláceas, comúnmente llamadas, siemprevivas, conchitas o flor de piedra (Crassulaceae), dentro del orden Saxifragales en lo que comúnmente llamamos plantas dicotiledóneas, aunque hoy en día se agrupan dentro de Magnoliopsida. El nombre del género fue dado en honor al Dr. Manuel Villada (1841 – 1924), quien fuera médico, botánico y editor de la revistas “La Naturaleza”, la especie V. guatemalensis, hace referencia a que la localidad tipo se ubica en Guatemala. 

## Clasificación y descripción
Planta de la familia Crassulaceae. Planta muy ramificada, extendida, rosetas de 1.5 cm de diámetro con hojas lanceoladas, agudas, papilosas; tallos florales erectos o ascendentes con hojas muy cercanas entre sí, lineales & lanceoladas, agudas, subagudas, papilosas, casi a ángulo recto con el tallo, recurvadas, casi cilíndricas, de 1-2 cm de largo. Flores sésiles, axilares o terminales, sépalos ovados, verdes; corola amarillo limón; carpelos erectos, estilos delgados. Cromosomas n=20, 21.

## Distribución
Habita en México en el estado de Oaxaca; la localidad tipo es en Guatemala.

## Ambiente
Se encuentra asociada a matorral xerófilo.

## Estado de conservación
No se encuentra catalogada bajo algún estatus o categoría de conservación, ya sea nacional o internacional.